# M. Aguéiev
Mark Làzarevitx Levi (Moscou; 1898 - Erevan (Armènia), 1973), més conegut pel pseudònim literari de M. Aguéiev, fou un escriptor rus. Altres pseudònims coneguts són: Mikhaïl (Mark) Aguéiev i Mark Leóntievitx (Liúdvigovitx) Levin.

## Biografia
Va néixer en una família de rics comerciants jueus. Va estudiar a l'Institut Kreimanovski fins al 1916, any en què va ser batejat a la parròquia evangèlica de Moscou. Els primers anys de la revolució de 1917 va treballar com a traductor per a la societat Arcos (All Russian Cooperative Society Ltd).
Viatjà a França i a Alemanya el 1924, on hi va viure quatre anys, i el 1930 es traslladà a Turquia, on exercí de professor d'idiomes. A Istanbul va escriure Novel·la amb cocaïna (1934), la qual envià a la revista Chiffres de París, editada per emigrants russos, amb el pseudònim de M. Aguéiev. Tant en aquesta revista com en d'altres hi aparegueren fragments de la novel·la, i més tard una editorial francesa publicà la novel·la en forma de llibre. Nikita Struve va al·legar que era obra d'un altre autor rus que feia servir un pseudònim, Vladimir Nabokov ; aquesta idea va ser desmentida pel fill de Nabokov, Dmitri, en el seu prefaci a " L'encantador ", on afirma que Ageyev és Mark Levi.
La vida de Levi està envoltada de misteri i conjectures. El 1942 Levi fou repatriat a l'URSS per la policia turca, potser arran de l'atemptat contra l'ambaixador alemany a Turquia, que els serveis d'informació turcs van imputar a alguns ciutadans soviètics. Tanmateix, a Levi li van concedir un permís de residència no a la seva ciutat natal de Moscou, sinó a Erevan, la capital de la República Soviètica d'Armènia . Allà va acceptar una feina com a professor d'estudis alemanys a la universitat estatal. Va morir a Erevan el 5 d'agost de 1973.. No se li coneix cap altre text literari.